# 亞歷山德魯·馬其頓斯基
亞歷山德魯·馬其頓斯基（羅馬尼亞語：Alexandru Macedonski，1854年3月14日—1920年11月24日）是羅馬尼亞詩人、小說家、戲劇家和文學評論家，因在自己的祖國弘揚法國象徵主義而聞名，並在其早期的幾十年中領導了羅馬尼亞象徵主義運動。

## 外部連結
- Amidst Hen Houses (excerpts)（页面存档备份，存于）, Poésies（页面存档备份，存于）, Thalassa (excerpt), in the Romanian Cultural Institute's （页面存档备份，存于） (various issues)
- Alexandru Macedonski, Museum of Romanian Literature profile